# Eduard Uspenskij
Eduard Uspenskij (ryska: Эдуард Успенский), född 22 december 1937 i Jegorjevsk i Moskva oblast, död 14 augusti 2018 i Moskva, var en rysk barnboksförfattare. Han skapade bland annat Drutten och Gena.

## Böcker på svenska
- 1975 – Drutten och krokodilen ISBN 91-510-0512-3
- 1993 – Fjodor på rymmen ISBN 91-29-62162-3